# Pavel Pejša
Pavel Pejša (15. února 1944) je bývalý československý a český sportovní plavec.

## Sportovní kariéra
Závodnímu plavání se začal věnovat v pražském plaveckém oddíle Spartak ČKD-Stalingrad (dnešní TJ Bohemians), ale teprve ve svých 17 letech se pod vedením trenéra Josefa Salamánka začal připravovat vrcholově (dvoufázově). Jako specialista na plaveckou techniku prsa získal v létě 1962 svůj první mistrovský titul. Od zvýšené fyzické aktivity však v dalších letech upustil, kvůli vleklým zraněním. Byl na plavce nižšího vzrůstu a složitě nabíral svalovou hmotu, náchylný k různým nemocem. Na základní vojenskou službu narukoval k běžné vojenské posádce. Před zimní sezónou 1966 se mu však paradoxně ozval armádní klub ASD Dukla Praha, který hledal pro ligu schopného prsaře.
V letní sezóně 1966 sváděl na domácích bazénech souboje s Vladivojem Očenáškem ze Slavie VŠ. V jeho prospěch v nominaci na zářijové mistrovství Evropy v nizozemském Utrechtu hrály vyrovnanější časy na 100 m a 200 prsa – 100 m prsa se plavalo pouze v rámci polohové štafety. Na 200 m prsa časem 2:39,8 na hranici osobního rekordu (2:38,5) postoupil z rozplaveb do semifinále. Postup mezi finálovou osmičku však byl ten rok nad jeho možnosti. S polohou štafetou 4×100 m překvapivě nepostoupil z rozplaveb.
Po nadějném roce 1967 kdy na mistrovství republiky zaplaval 200 m prsa za na evropský průměr solidních 2:36,7 přišel v olympijském roce 1968 pravděpodobně vlivem zranění/nemoci hluboký výkonnostní propad. V po olympijském roce 1969 se však dokázal vrátit. Na svém oblíbeném závodě velké ceny Bratislavy zaplaval časem 2:35,4 nový československý rekord na 200 m prsa a začátkem srpna zaplaval i nový československý rekord na poloviční trati 100 m časem 1:10,9.
V roce 1970 se dostal do životní formy, a jak se později ukázalo, dosáhl i svého vrcholu. Na mistrovství republiky počátkem srpna zaplaval na 100 m (1:09,4) i 200 m (2:34,1) prsa nové československé rekordy. Zaostal sice těsně za limity pro nominaci na zářiové mistrovství Evropy v Barceloně, ale předsednictvo svazu ho přesto nominovalo jako jediného mužského zástupce. V Barceloně se však ke svým novým osobním rekordům nepřiblížil a v obou závodech na 100 m i 200 m prsa skončil v rozplavbách.
Od roku 1971 jeho výkonnost začala postupně klesat. Přesto si až do roku 1974 udržel pozici nejlepšího československého prsaře. Soupeři i novináři na něm oceňovali, že dokázal vydržet plavat na špičkové úrovni až do svých 30 let.
V roce 1974 byl jeho plavecký oddíl Dukly převelen z Prahy do Žiliny a vzápětí ukončil sportovní kariéru. U plavání však zůstal jako amatér, plaval ještě několik sezón ligu za Slavii Praha.
Ke své nejoblíbenější plavecké technice řekl: "Většina lidí se ze všeho nejdřív naučí prsa a mají pocit, že je to ten nejsnazší styl. Ale rekreační a závodní plavání to je velký rozdíl. Řekl bych že závodní prsa jsou ze všech plaveckých stylů nejobtížnější. I když né nejnamáhavější. To proto, že plavec dělá všechny plavecké pohyby pod vodou. U ostatních stylů převládá záběr rukou, prsa však vyžadují absolutně vyrovnanou práci rukou a nohou. V tom je ten kámen úrazu, v souhře pohybů. Nesmí dojít ani k nejmenší přestávce v návaznosti pohybů, k žádnému mrtvému bodu.